# Bandekrigerne - Et farligt venskab
Bandekrigerne - Et farligt venskab er en dokumentarfilm instrueret af Thomas Heurlin.

## Handling
Den tidligere HA-rocker Brian Sandberg og én af lederne af Blågårds Plads Banden, Abde Benarabe, også kaldet "Lille A", fortæller om deres helt usædvanlige venskab. Venskabet opstod på tværs af banderne, og det var stærkt medvirkende til en optrapning i den københavnske bandekrig. I unikke interviews giver de to hovedpersoner deres udlægning af deres indbyrdes forhold og de konflikter, det medførte. "Et farligt venskab" er det andet afsnit af miniserien "Bandekrigerne", som er i to afsnit.